# Martín Domínguez
José Antonio Martín Domínguez (ur. 4 kwietnia 1964 w Sant Joan Despí) – hiszpański piłkarz grający na pozycji pomocnika. W swojej karierze 3 razy zagrał w reprezentacji Hiszpanii.

## Kariera klubowa
Karierę piłkarską Domínguez rozpoczął w klubie FC Barcelona. W 1984 roku awansował do kadry pierwszego zespołu i 8 września 1984 zadebiutował w Primera División w wygranym 4:0 domowym meczu z Realem Saragossa. W debiucie zdobył gola, jednak nie rozegrał więcej meczów w barwach pierwszego zespołu Barcelony. W sezonie 1984/1985 wywalczył mistrzostwo Hiszpanii, a w 1985 roku przeszedł do rezerw Barcelony i grał w nich przez 3 lata.
W 1988 roku Domínguez odszedł z Barcelony do drugoligowego UE Figueres. W 1989 roku został zawodnikiem pierwszoligowej CA Osasuna. Swój debiut w niej zanotował 2 września 1989 w zwycięskim 1:0 meczu z RCD Mallorca. W Osasunie był podstawowym zawodnikiem. W 1994 roku spadł z nią do Segunda División.
Po spadku Osasuny Domínguez odszedł do zespołu CA Marbella. Występował w nim przez 2 lata i w 1996 roku przeszedł do występującego w Segunda División B, CF Gavà. W 1998 roku zakończył w nim swoją karierę.
| Sezon   | Klub           | Kraj      | Rozgrywki        | Mecze | Bramki |
| ------- | -------------- | --------- | ---------------- | ----- | ------ |
| 1984/85 | FC Barcelona   | Hiszpania | Primera División | 1     | 1      |
| 1985/86 | FC Barcelona B | Hiszpania | Segunda División | 0     | 0      |
| 1986/87 | FC Barcelona B | Hiszpania | Segunda División | 32    | 8      |
| 1987/88 | FC Barcelona B | Hiszpania | Segunda División | 35    | 14     |
| 1988/89 | UE Figueres    | Hiszpania | Segunda División | 36    | 7      |
| 1989/90 | CA Osasuna     | Hiszpania | Primera División | 35    | 5      |
| 1990/91 | CA Osasuna     | Hiszpania | Primera División | 37    | 2      |
| 1991/92 | CA Osasuna     | Hiszpania | Primera División | 32    | 0      |
| 1992/93 | CA Osasuna     | Hiszpania | Primera División | 18    | 1      |
| 1993/94 | CA Osasuna     | Hiszpania | Primera División | 15    | 2      |
| 1994/95 | CA Marbella    | Hiszpania | Segunda División | 34    | 1      |
| 1995/96 | CA Marbella    | Hiszpania | Segunda División | 35    | 2      |
| 1996/97 | CF Gavà        | Hiszpania | Tercera División | ?     | ?      |
| 1997/98 | CF Gavà        | Hiszpania | Tercera División | ?     | ?      |

## Kariera reprezentacyjna
W reprezentacji Hiszpanii Domínguez zadebiutował 16 stycznia 1991 roku w zremisowanym 1:1 towarzyskim spotkaniu z Portugalią. W kadrze narodowej rozegrał łącznie 3 mecze, wszystkie towarzyskie i wszystkie w 1991 roku.
| Mecze i gole w reprezentacji | Mecze i gole w reprezentacji | Mecze i gole w reprezentacji     | Mecze i gole w reprezentacji | Mecze i gole w reprezentacji | Mecze i gole w reprezentacji | Mecze i gole w reprezentacji |
| #                            | Data                         | Stadion                          | Rywal                        | Wynik                        | Gol                          | Rozgrywki                    |
| 1991                         | 1991                         | 1991                             | 1991                         | 1991                         | 1991                         | 1991                         |
| ---------------------------- | ---------------------------- | -------------------------------- | ---------------------------- | ---------------------------- | ---------------------------- | ---------------------------- |
| 1.                           | 16.01.1991                   | Castellón de la Plana, Hiszpania | Portugalia                   | 1:1                          | 0                            | towarzyski                   |
| 2.                           | 27.03.1991                   | Santander, Hiszpania             | Węgry                        | 2:4                          | 0                            | towarzyski                   |
| 3.                           | 17.04.1991                   | Cáceres, Hiszpania               | Rumunia                      | 0:2                          | 0                            | towarzyski                   |